# Image système
En informatique, une image système (en anglais, system image) est une copie de l'état d'un ordinateur sauvegardée sur un support non volatil comme un fichier.
On dit qu'un ordinateur peut utiliser une image système s'il peut être arrêté puis restauré dans le même état au moyen de l'image système. Dans un tel cas, l'image système sert de sauvegarde.